# Яні Атанасов
Яні Атанасов (мак. Яни Атанасов, нар. 31 жовтня 1999, Струмиця, Північна Македонія) — північномакедонський футболіст, захисник польської «Краковії» та національної збірної Північної Македонії.

## Ігрова кар'єра

### Клубна
Яні Атанасов є вихованцем клубу «Академія Пандєва». Після вдалого дебютного сезону у чемпіонаті Північної Македонії, влітку 2018 року Атанасов переходить до складу турецького «Бурсаспора». У турецькому чемпіонаті Атанасов провів два сезони, зігравши у одинадцяти матчах за клуб.
У вересні 2020 року з'явилася інформація, що Атанасов переходить у хорватський «Хайдук». Футболіст прибув до клубу, де підписав трирічний контракт, попередньо розірвавши угоду з турецьким «Бурсаспором».
23 січня 2023 року перейшов до польського клубу «Краковія», підписавши контракт на три з половиною роки.

### Збірна
З 2015 року Яні Атанасов регулярно викликається на матчі юнацьких та молодіжної збірних Північної Македонії.

## Статистика виступів

### Статистика виступів за збірну
Станом на 20 листопада 2022 року
| Дата       | Місто   | Господарі          | Результат | Гості              | Турнір                               | Голи | Примітки |
| ---------- | ------- | ------------------ | --------- | ------------------ | ------------------------------------ | ---- | -------- |
| 11-11-2021 | Єреван  | Вірменія           | 0 – 5     | Північна Македонія | Відбір до ЧС 2022                    | -    | 83'      |
| 23-9-2022  | Тбілісі | Грузія             | 2 – 0     | Північна Македонія | Ліга націй УЄФА 2022-2023 - 1-й етап | -    | 72'      |
| 17-11-2022 | Скоп'є  | Північна Македонія | 1 – 1     | Фінляндія          | товариський матч                     | -    | 59'      |
| 20-11-2022 | Скоп'є  | Північна Македонія | 1 – 3     | Азербайджан        | товариський матч                     | -    | 56'      |
| Усього     |         | Матчів             | 4         |                    | Голів                                | 0    |          |

## Титули і досягнення
- Володар Кубка Хорватії (1):

«Хайдук»: 2021-22